# Евр (міфологія)

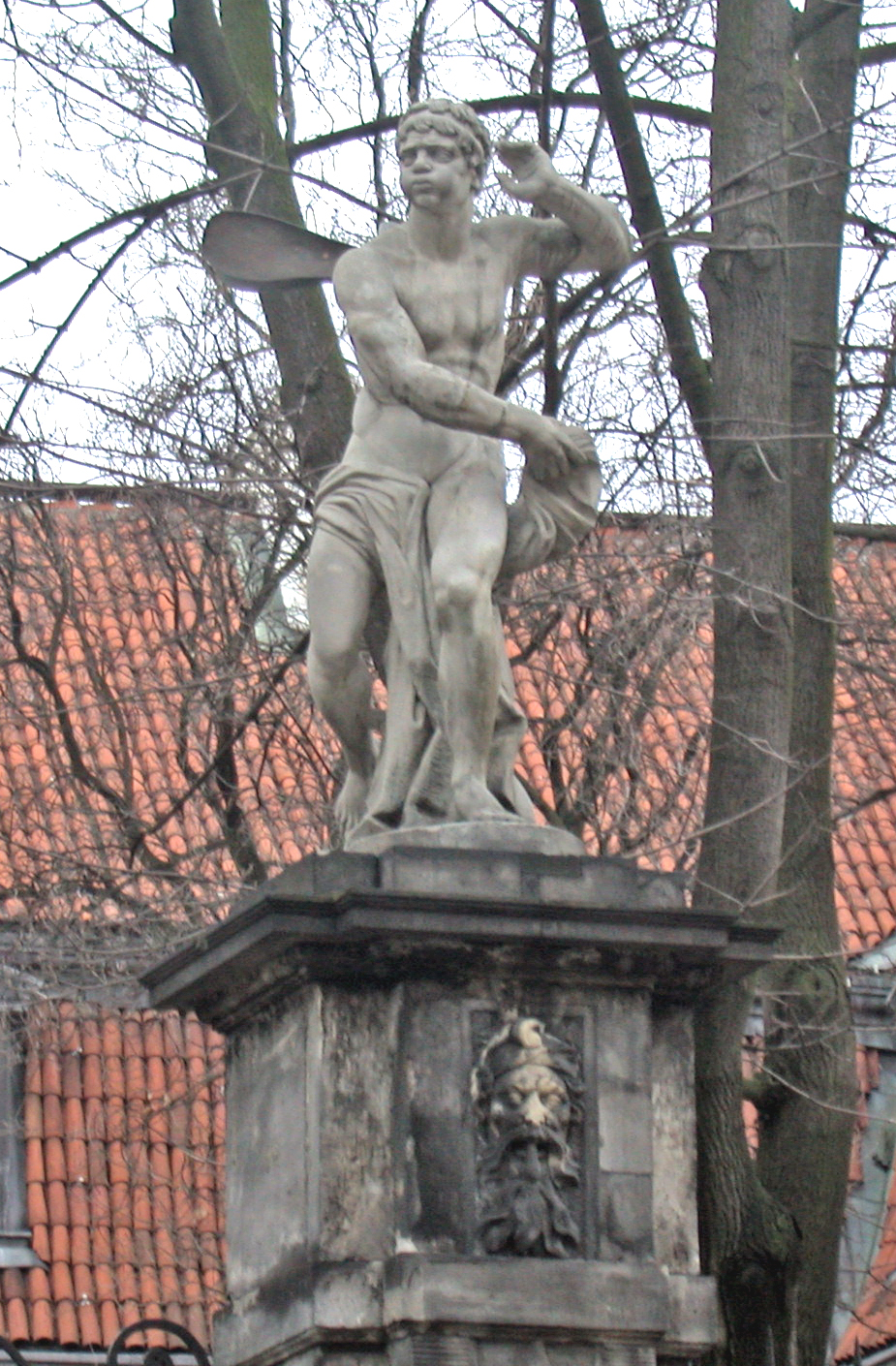
Евр. Варшава.

Евр (грец. Εύρος) — у давньогрецькій міфології — ранковий вітер, брат Борея, Зефіра й Нота, спочатку східний, згодом південносхідний вітер, що дме під час зимового повороту сонця.